# Pseudobagarius macronemus
Pseudobagarius macronemus es una especie de pez de la familia Akysidae en el orden de los Siluriformes.

## Morfología
• Los machos pueden llegar alcanzar los 5 cm de longitud total.

## Distribución geográfica
Se encuentra en el Sudeste asiático: este de Sumatra (Indonesia ).